# 海伦·佛兰肯瑟勒
海伦·佛兰肯瑟勒（英語：Helen Frankenthaler，1928年12月12日—2011年12月27日），是美国抽象表现主义画家。1952年，因创作油画作品《山和海》而出名。